# المسيحية في بيلاروس

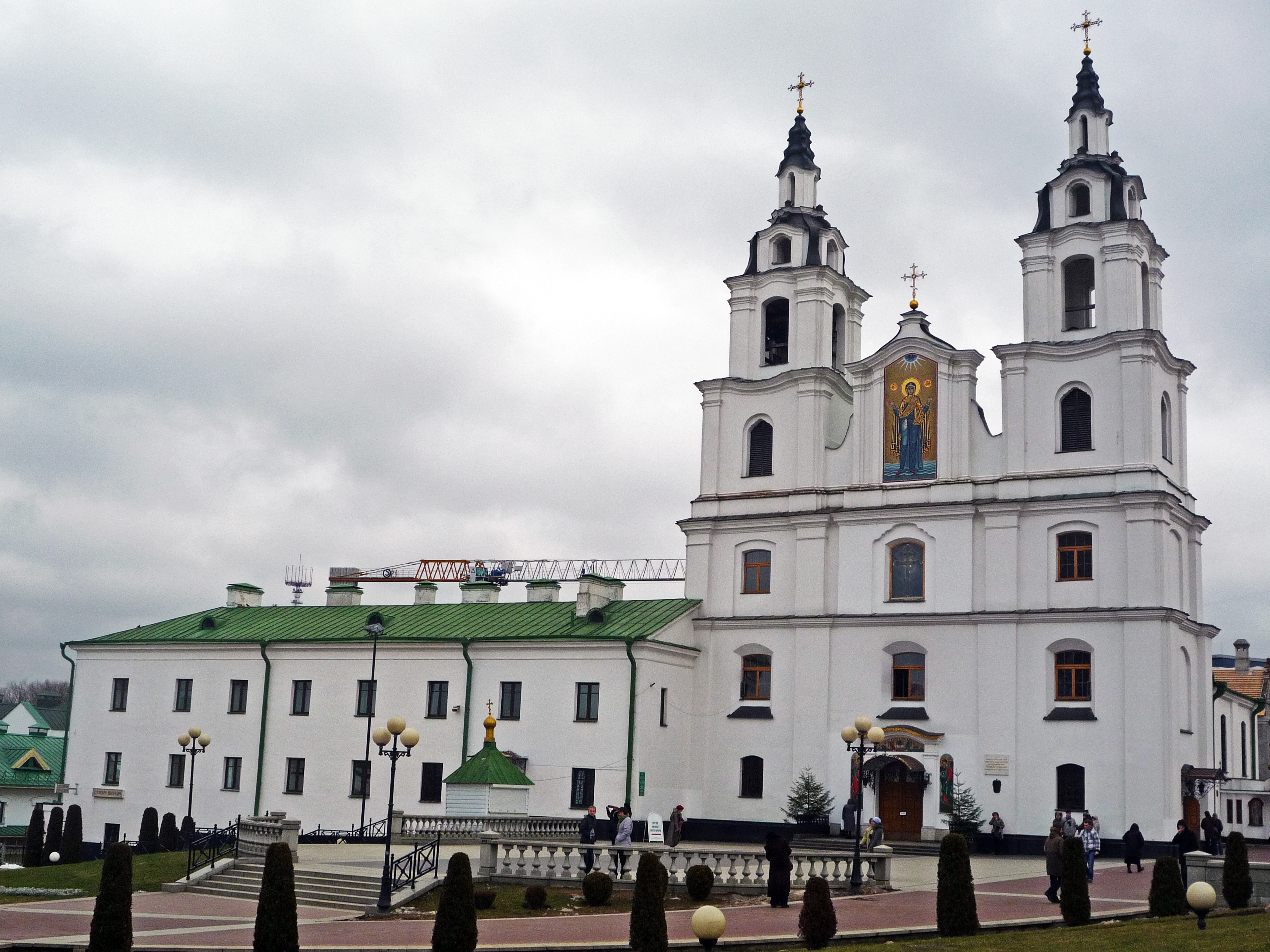
كنيسة الثالوث المقدس الأرثوذكسيَّة في مينسك.

المسيحية في بيلاروس هي الديانة السائدة حسب احصائية مركز الأبحاث الأميركي لعام 2015 يعتنق حوالي 94% من سكان بيلاروس المسيحية، وتأتي في المقدمة الكنيسة الأرثوذكسية الشرقية والغالبيَّة تنتمي إلى الكنيسة البيلاروسية الأرثوذكسية والتي لا تزال في وحدة مع الكنيسة الروسية الأرثوذكسية. حسب احصائية مركز الأبحاث الأميركي لعام 2010 حوالي 61.5% من السكان أي 5.9 مليون نسمة من أتباع الكنيسة الأرثوذكسية الشرقية.
ضمت بيلاروس تاريخيًا عدد من الأديان، والتأثير الأبرز كان للكنيسة الأرثوذكسية الشرقية والكاثوليكية (أغلبها في المناطق الغربية) والطوائف البروتستانتية المختلفة (وخاصًة خلال فترة الوحدة مع مملكة السويد البروتستانتية). وفي بيان لوسائل الإعلام بشأن العلاقات البيلاروسية الفاتيكان، صرح الرئيس ألكسندر لوكاشينكو أن المؤمنين الأرثوذكس والكاثوليك هم «جماعات دينية أساسيَّة في الدولة».

## تاريخ

### العصور المبكرة

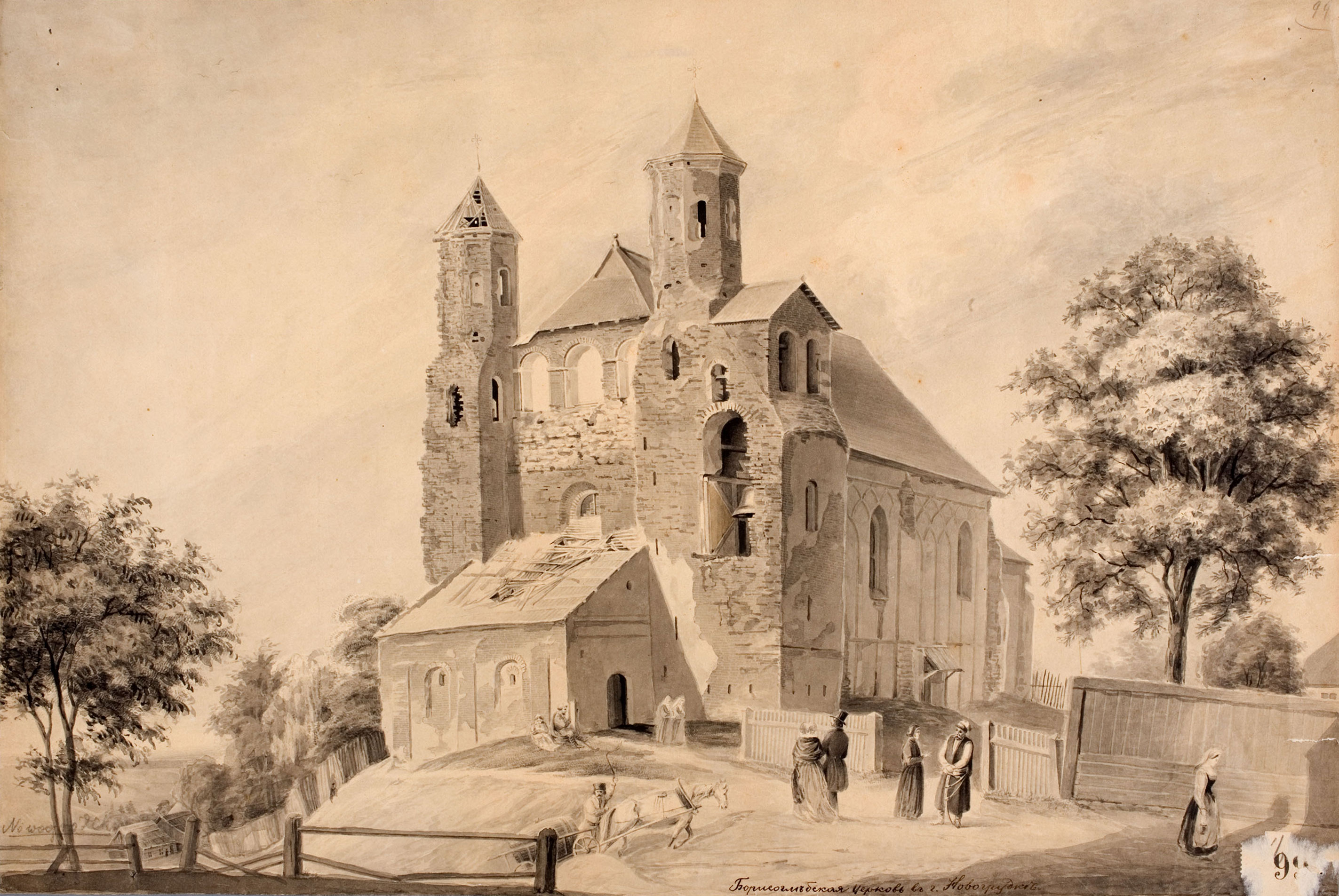
كنيسة القديس بوريس.

غزا الحكام الرُوس الإمبراطورية البيزنطية في مناسبات قليلة، لكنهم في النهاية تحالفوا ضد البلغار، وكان الشرط الكامن وراء هذا التحالف هو فتح البلاد للتنصير والتثاقف من الإمبراطورية البيزنطية. وبالتالي تعززت الرابطة الثقافية المشتركة بين المسيحية الأرثوذكسية الشرقية واللغة السلافونية الكنسيَّة المكتوبة، وهي لغة سلافية أدبية وليتورجية طورها المبشرون كيرلس وميثوديوس من القرن الثامن، ما أدّى إلى ظهور كيان جيوسياسي جديد، وهي خقانات روس، والتي أنشئت على طول طرق التجارة الموجودة مسبقاً، وضمت المراكز الرئيسية في نوفغورود (روسيا حالياً)، وبولوتسك (في بيلاروسيا) وكييف (حالياً في أوكرانيا). بين القرنين التاسع والثاني عشر، برزت إمارة بولوتسك (شمال بيلاروسيا) باعتبارها مركز القوة المهيمن على الأراضي البيلاروسية، مع دور أقل لعبته إمارة توراي في الجنوب.
أكدت إمارة بولوتسك مراراً سيادتها فيما يتعلق بمراكز خقانات روس الأخرى، وأصبحت العاصمة السياسية، ومقر الكرسي الأسقفي للأسقفي، ولا تزال كاتدرائية الحكمة المقدسة في بولوتسك (1044–1666)، على الرغم من إعادة بنائها بالكامل على مر السنين، رمزاً لهذه الكنائس المستقلة ذات العقلية المستقلة والتي تحمل الاسم نفسه في نوفغورود وكييف، ويعود اسم الكنيسة إلى آيا صوفيا الأصلية في القسطنطينية. تشمل الإنجازات الثقافية في حقبة بولوتسك أعمال راهبة يوفروسيني من بولوتسك (1120-1173) والتي قامت بناء الأديرة، وكتابة الكتب المسجلة، والمُساعدة في محو الأمية ونشر الفن، كما وبزرت في تلك الحقبة عظات وكتابات الأسقف سيريل توراو (1130-1182) باللغة السلافونية الكنسيَّة.

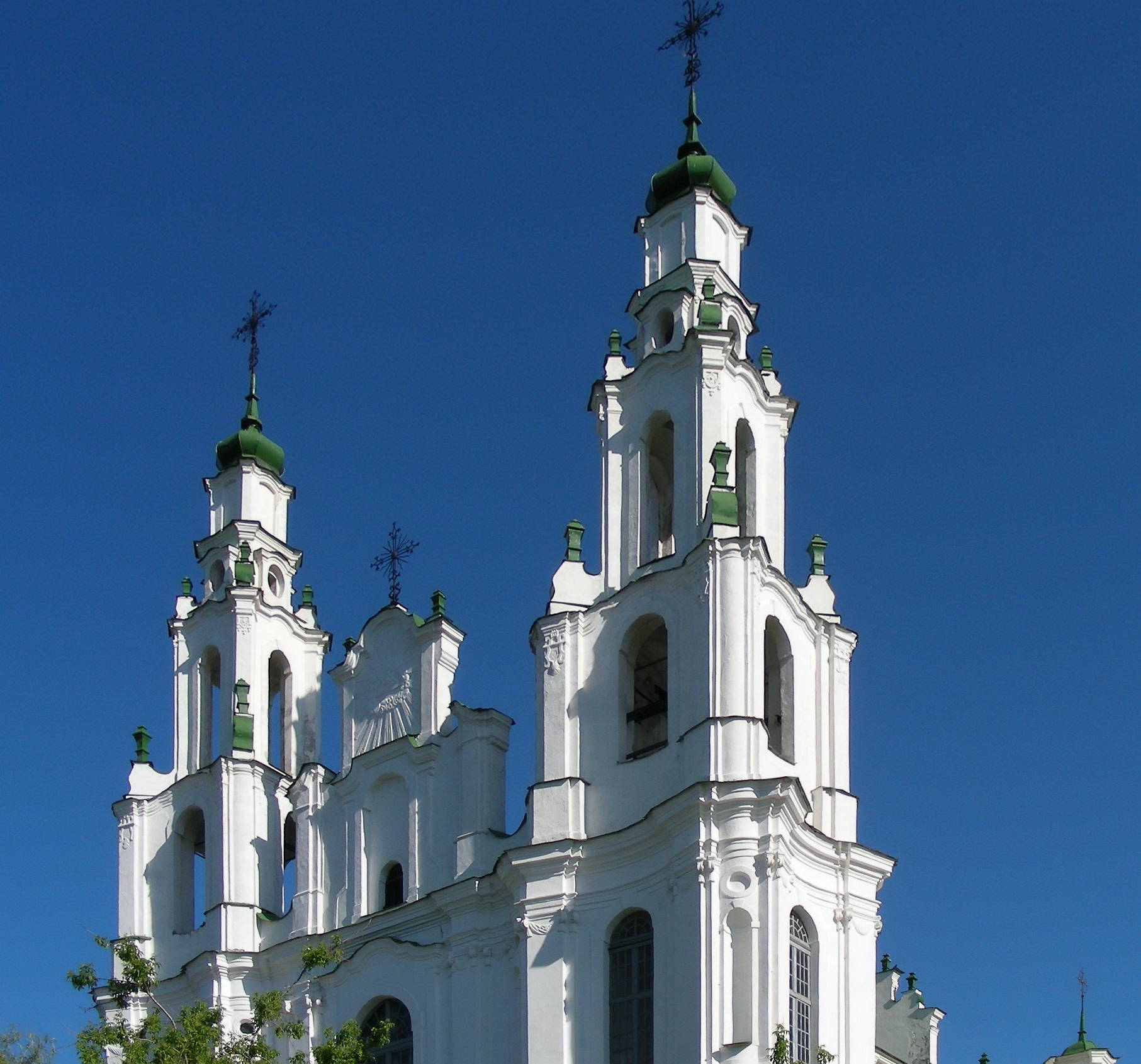
كاتدرائية الحكمة المقدسة الحديثة في بولوتسك.

بحلول نهاية القرن الثاني عشر كانت أوروبا تنقسم عمومًا إلى منطقتين كبيرتين؛ المنطقة الغربية التي تسيطر عليها الرومانية الكاثوليكية والمنطقة الشرقية مع التأثيرات الأرثوذكسية الشرقية والبيزنطية. كانت الحدود بينهما تقريبًا على طول نهر بوك. وبالتالي عرفت المنطقة التي عرفت لاحقًا باسم بيلاروس تداخل وتأثيرات مختلطة بين الأديان. بسبب انتشار السلاف الشرقيين والعقيدة الأرثوذكسية الشرقية بين السكان في المناطق الشرقية والجنوبية من مملكة ليتوانيا، كانت اللغة الروثينية لغة عامية تُستخدم على نطاق واسع. وشهدت هذه الفترة من الانهيار السياسي وإعادة التنظيم صعود اللغة المحلية المكتوبة بدلاً من اللغة الأدبية والليتورجية للكنيسة السلافية، وهي مرحلة أخرى في تطور التمايز بين اللغة البيلاروسية والروسيَّة والأوكرانيَّة.
واعتمد العديد من الملوك الليتوانيين وآخرهم سفيتريغايلة بين عام 1432 وعام 1436 على الغالبية العظمى من الروثيين الأرثوذكس الشرقية، حيث قبل القرن الرابع عشر كانت الكنيسة الروسية الأرثوذكسية مُهيمنة في بيلاروس، أدّى اتحاد كريو في عام 1385 إلى كسر هذا الاحتكار وجعل الكاثوليكية دين الطبقة الحاكمة. وأمر يوغيلا الذي كان آنذاك حاكم ليتوانيا، وأجزاء من بيلاروس، بتحويل جميع سكان ليتوانيا إلى المذهب الكاثوليكي، وبحلول منتصف القرن السادس عشر أصبحت الكاثوليكية قوية في ليتوانيا والأجزاء الشمالية الغربية من بيلاروس. لكن الكنيسة الأرثوذكسية بقيت مُهيمنة في بيلاروس.

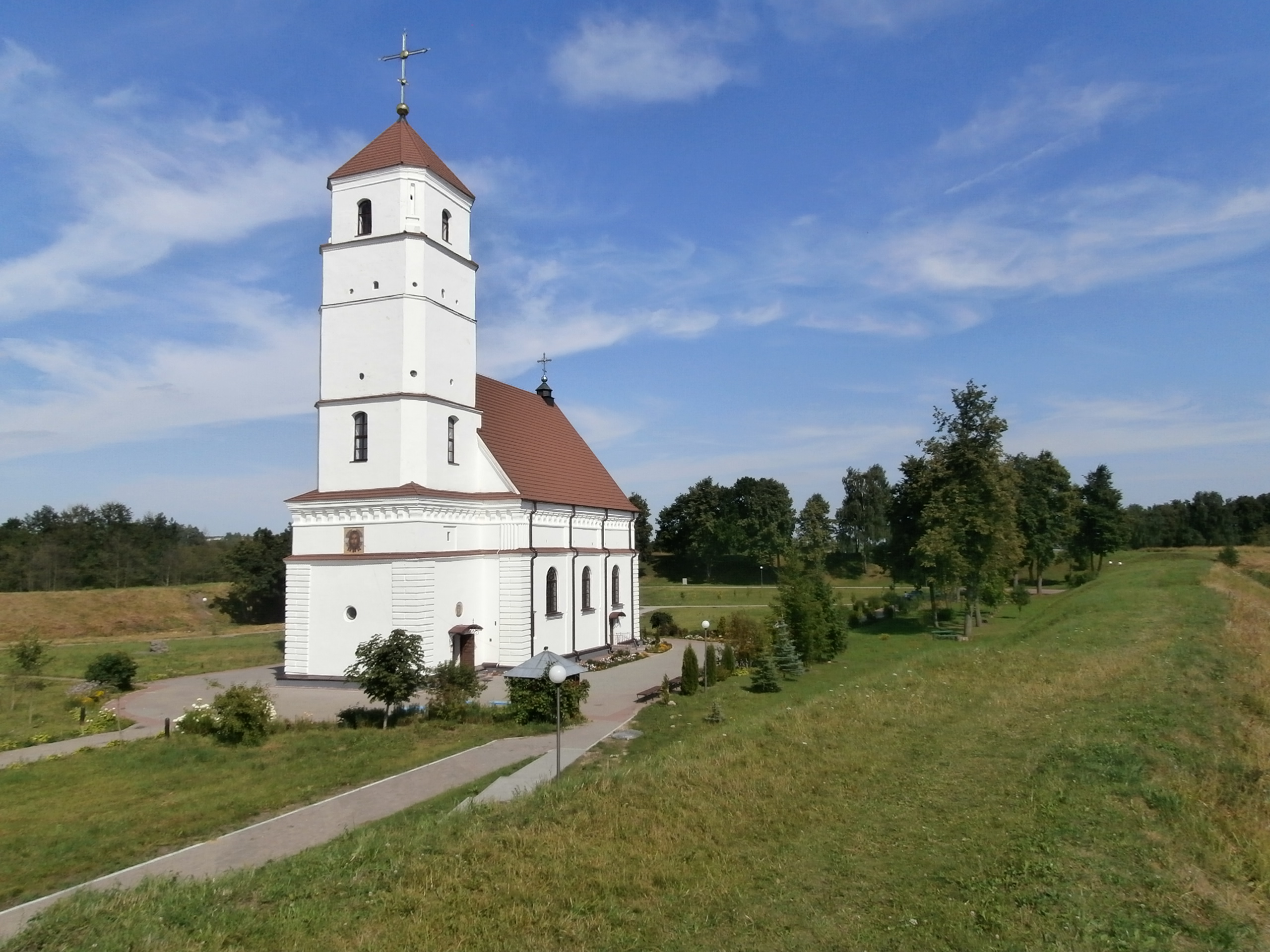
كنيسة الصعود في زاسلافل، وبُنيت عام 1577.

كان قد تم حظر بناء الكنائس الأرثوذكسية في بعض أجزاء بيلاروسيا الحاليَّة في البداية، كما كان الحال في فيتيبسك في عام 1480. ومن ناحية أخرى، أدى المزيد من التوحيد بين دوقية ليتوانيا الكبرى ذات الأغلبيَّة الأرثوذكسيَّة، وبولندا الكاثوليكية إلى التحرير جزئيًا، وحُلت المشكلة الدينية. في عام 1511 منح الملك والدوق الأكبر زغمونت الأول رجال الدين الأرثوذكس استقلالًا والذي كان يتمتع به رجال الدين الكاثوليك سابقًا فقط. وتم تعزيز هذا الامتياز في عام 1531، عندما لم تعد الكنيسة الأرثوذكسية تقع تحت مسؤولة الأسقف الكاثوليكي، وبدلاً من ذلك أصبح المتروبوليت الأرثوذكسي مسؤولاً فقط عن ثمانية أساقفة أرثوذكس، وواقع تحت سلطة الدوق الأكبر وبطريرك القسطنطينية. وإمتد الامتياز أيضًا لسلطة التسلسل الهرمي للأرثوذكس على جميع الأرثوذكس.
في مثل هذه الظروف ازدهرت الثقافة الروثينية النابضة بالحياة، معظمها في المدن البيلاروسية الرئيسية الحالية. على الرغم من الاستخدام القانوني للغة الروثينية القديمة والتي كانت تُستخدم كلغة استشارية في أراضي دوقية ليتوانيا الكبرى، إلا أن الأدب كان غالبًا غير موجود، خارج العديد من السجلات. نُشر أول كتاب بيلاروسي مطبوعاً مع أول مطبعة في الأبجدية السيريلية في براغ عام 1517، من قِبل فرانسيس سكارينا، الممثل الرئيسي لنهضة للثقافة البيلاروسية. بعد فترة وجيزة أسس مطبعة مماثلة في بولوتسك وبدأ عهداً واسعاً بنشر الكتاب المقدس وغيرها من الأعمال الدينية هناك. بصرف النظر عن ترجمة الكتاب المقدس نفسه، قبل وفاته في عام 1551، نشر 22 كتابًا آخر، وبذلك وضع الأسس اللازمة لتطور اللغة الروثينية إلى اللغة البيلاروسية الحديثة.

### حقبة الكومنولث البولندي الليتواني

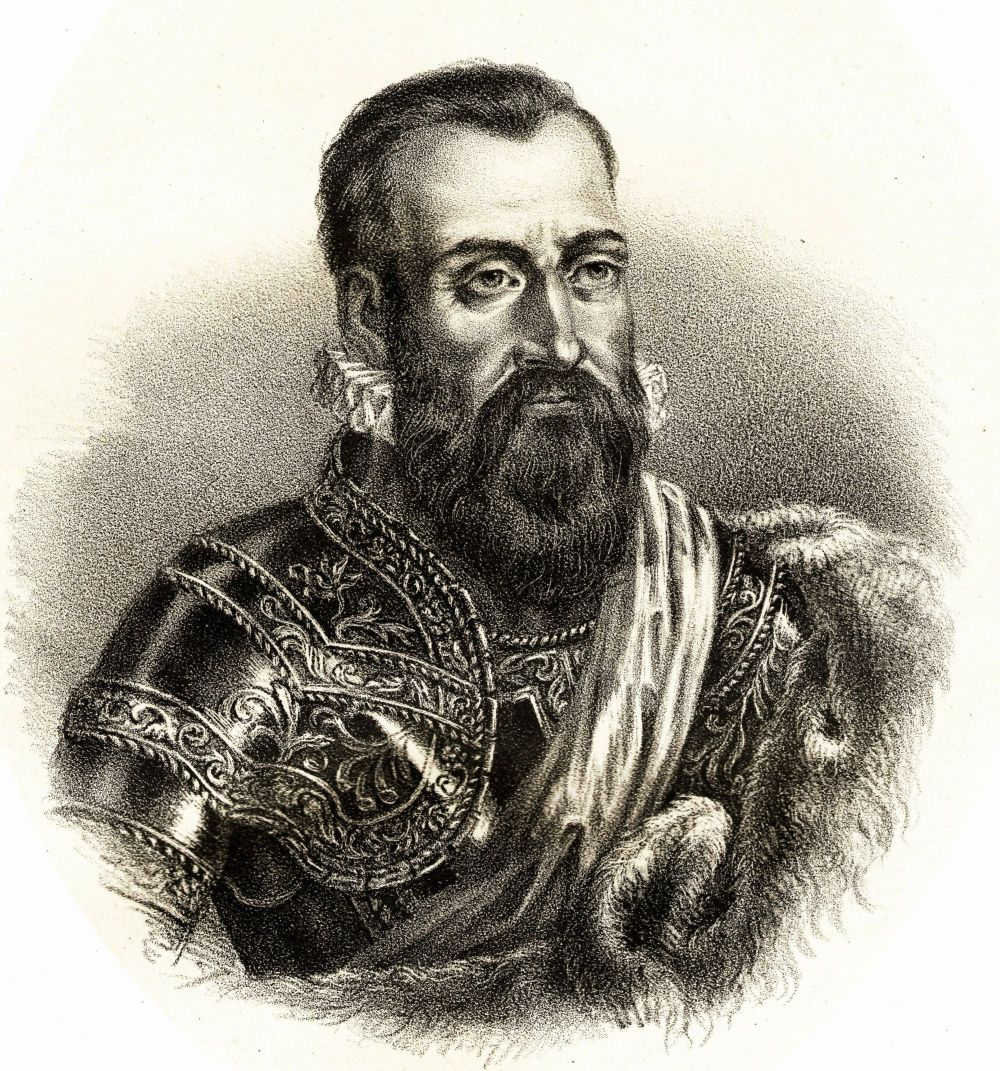
النبيل ميكواج؛ أول من أدخل المذهب البروتستانتي في بيلاروس.

خلال حقبة الكومنولث البولندي الليتواني بدأت الصراعات الدينية في الظهور، حيث بدأت طبقة النبلاء مع مرور الوقت في تبني الكاثوليكية في حين بقي عامة الناس وفياً للكنيسة الأرثوذكسية الشرقية. في البداية، وعمد ميثاق وارسو لعام 1573 إلى تقنين حرية العبادة الموجودة. ومع ذلك، تميزت سيادة الملك المتطرف الكاثوليكي سييسموند فاسا بمحاولات عديدة لنشر الكاثوليكية، معظمها من خلال دعمه للإصلاح المضاد واليسوعيين. ربما لتجنب مثل هذه الصراعات، في عام 1595 وقعّ رأس الكنيسة الأرثوذكسية في كييف اتحاد بريست، وقطع علاقاتهم مع بطريرك القسطنطينية ووضع أنفسهم تحت سلطة بابا روما. على الرغم من أن الاتحاد كان مدعومًا بشكل عام من قبل معظم الأساقفة الأرثوذكس المحليين والملك نفسه، فقد عارضه بعض النبلاء البارزين ذلك، والأهم من ذلك عورض الاتحاد من قِبل حركة القوزاق الناشئة.
دخل عدد المسيحيين البلاروسيين من خلال اتحاد بريست والذي أستمر من عام 1595 حتى عام 1596، بالتواصل الكامل مع الكرسي الرسولي مع الحفاظ على الليتورجيا البيزنطية في اللغة السلافية الكنسيَّة، والذي كان من نتيجته نشوء الكنيسة الكاثوليكية اليونانية البلاروسية. وأدى ذلك إلى سلسلة من الصراعات والتمردات ضد السلطات المحلية، حدث أول هذا في عام 1595، عندما استولى متمردو القوزاق بقيادة سيفرين ناليفيكو على مدينتي سلوتسك وموجيلوف وقاموا بأعدام قضاة بولنديين هناك. وقعت مثل هذه الاشتباكات في موجيلوف (1606-1610)، وفيتبسك (1623)، وبولوتسك (1623 وعام 1633). ترك هذا سكان الدوقية الكبرى منقسمين بين الأجزاء الكاثوليكية الشرقية والأرثوذكسية الشرقية. في الوقت نفسه، بعد الانشقاق في الكنيسة الأرثوذكسية في راسكول، هاجر بعض المؤمنين القدامى إلى الغرب بحثًا عن ملجأ في رزيسبوسبوليتا، مما سمح لهم بممارسة عقيدتهم بحرية.
وحتى بعد انضمام مزيد من الأوكرانيين إلى الاتحاد في حوالي عام 1700، شكَّل البلاروسيين نصف المجموعة. وفقا للمؤرخ أناتول تاراس، بحلول عام 1795 كان حوالي 80% من المسيحيين في بيلاروس من الكاثوليك الشرقيين، وحوالي 14% من الرومان الكاثوليك وحوالي 8% من الأرثوذكس. أدَّى تقسم بولندا وإدماج بيلاروس مع الإمبراطورية الروسية إلى توحد العديد من البلاروسيين مع الكنيسة الروسية الأرثوذكسية بحلول مارس عام 1795.

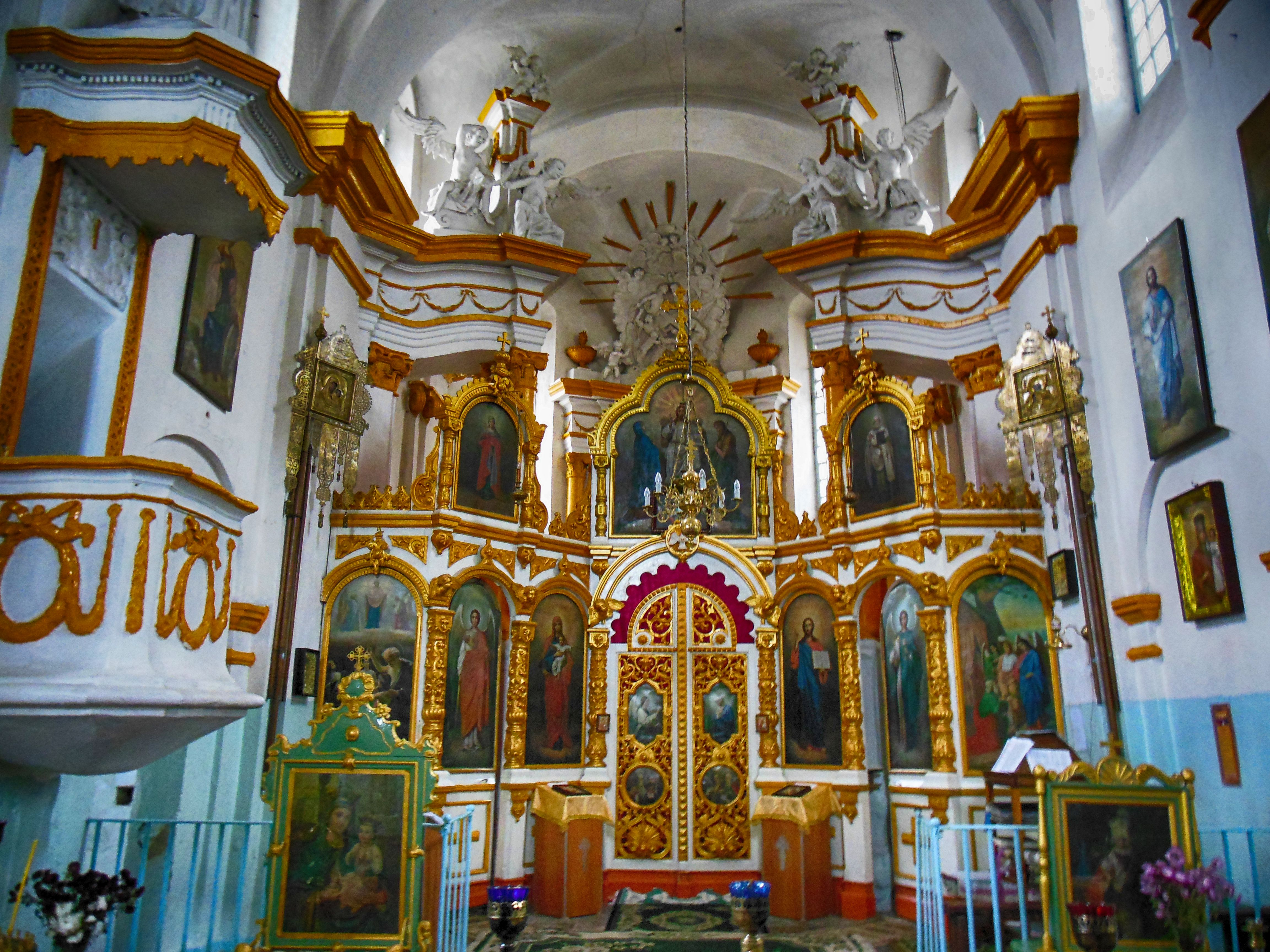
كنيسة الروح القدس الكاثوليكية اليونانية البلاروسية في فولنا.

شهد القرن السادس عشر بداية عصر الإصلاح البروتستانتي وبدأت الأفكار البروتستانتية تنتشر في الدولة الليتوانية، والتي ضمت أجزاء من الأراضي البيلاروسيَّة. وتم إنشاء الكنيسة البروتستانتية الأولى في بيلاروس في مدينة بريست من قبل النبيل ميكواج. ويعود الوجود للكنائس الكالفينية في البلاد إلى القرن السادس عشر، حيث تأسست الكنيسة البروتستانتية الأولى في بريست ليتوفسك في عام 1553. وفي نهاية القرن السادس عشر، كان أكثر من 200 جماعة بروتستانتية واقعة في أراضي بيلاروسيا الحديثة. ومع الانتفاضة الفاشلة في نوفمبر من عام 1830 ضد الحكم الروسي، أقيل النبلاء المحليين الكاثوليك من نفوذهم في المجتمع البيلاروسي، أدى هذا إلى انضمام 1.6 مليون مسيحي إلى الكنيسة الروسية الأرثوذكسية، وإنضم حوالي 1,305 أو حوالي 2,500 كاهن للانضمام إلى الكنيسة الروسية الأرثوذكسية. ومع ذلك رفض بعض الكهنة والمؤمنين الانضمام، خصصت الإمبراطورية الروسية معظم الممتلكات للكنيسة الروسية الأرثوذكسية في عقد 1840، وهاجر بعض القساوسة إلى غاليسيا النمساوية، في حين اختار آخرون ممارسة الدين الكاثوليكي المحظور سراً.
انضوى تحت تبعية الكنيسة الكاثوليكية اليونانية البلاروسية والتي كان فرعها موجود في بيلاروس في الفترة من عام 1596 إلى 1839 وهي السنة التي شهدت إلغاء الكنيسة حوالي ثلاثة أرباع سكان بيلاروسا، واشتهرت الكنيسة باستخدام البيلاروسية في الليتورجيا والعمل الرعوي. عندما أعيد تأسيس الكنيسة في بيلاروس في أوائل عقد 1990، أعلن أتباعها أنها كنيسة وطنية. وكان النمو المتواضع للكنيسة الكاثوليكية اليونانية البلاروسية مصحوبًا بمناقشات عامة ساخنة ذات طابع لاهوتي وسياسي. ولأن الولاء للكنيسة الكاثوليكية اليونانية البلاروسية كان واضحًا للكومنولث البولندي الليتواني.

### العصور الحديثة

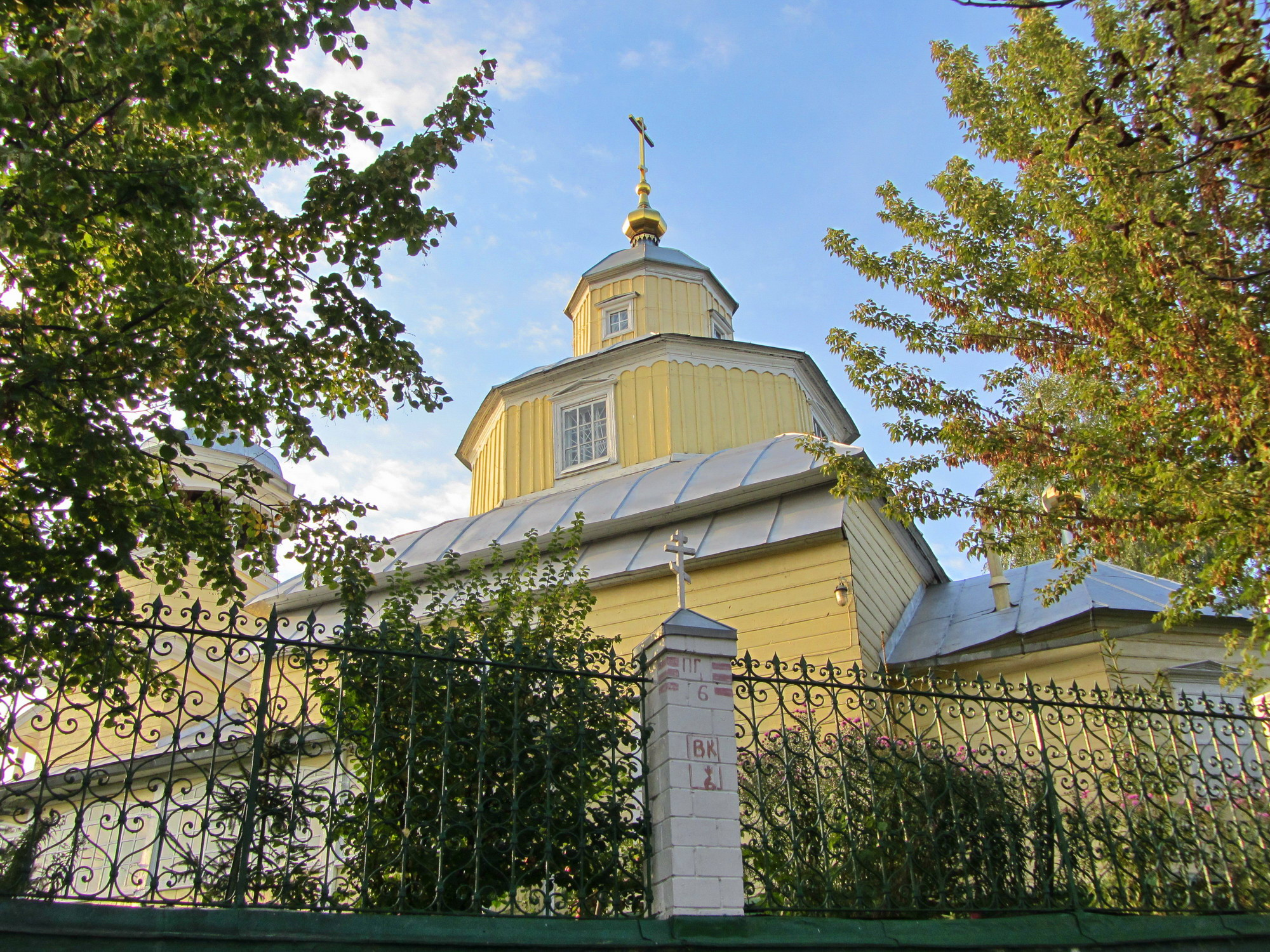
كنيسة القديس إيليا للمؤمنين القدماء في غوميل.

رغم أنه في عهد نيكولاي الأول وألكسندر الثالث، تم قمع الثقافات الوطنية بسبب سياسات إزالة الأشكال الثقافية البولندية، والترويس، والتي تضمنت العودة إلى الكنيسة الأرثوذكسية، إلا أن القرن التاسع عشر كان بروز الأمة البيلاروسية الحديثة، بدأ عدد من المؤلفين النشر باللغة البيلاروسية. وفي حملة الترويس في عقد 1840، منع نيكولاي الأول استخدام مصطلح بيلاروسيا وأعاد تسمية المنطقة باسم «الإقليم الشمالي الغربي». كما حظر استخدام اللغة البيلاروسية في المدارس العامة، وقام بحملات ضد المنشورات البيلاروسية وحاول الضغط على أولئك الذين تحولوا إلى الكاثوليكية في عهد البولنديين للعودة إلى الإيمان الأرثوذكسي. في عام 1863، انفجر الضغط الاقتصادي والثقافي إلى تمرد بقيادة كالينوفسكي. بعد التمرد الفاشل، أعادت الحكومة الروسية استخدام ألفبائية كيريلية إلى اللغة البيلاروسية في عام 1864 وحظرت استخدام الأبجدية اللاتينية. في عام 1905 نشر نيقولا الثاني إمبراطور روسيا مرسومًا يمنح حرية الدين، ما أدّى إلى أتحاد 230,000 بيلاروسي مع الكنيسة الكاثوليكية في روما. ومع ذلك، نظرًا لأن الحكومة الروسيَّة رفضت السماح لهم بتشكيل مجتمع بيزنطي-شعائري، وبذلك قد تبنوا الطقوس اللاتينية، والتي ينتمي إليها معظم الكاثوليك البيلاروسية الآن.
بعد الحرب العالمية الأولى، أُدرج الجزء الغربي من بيلاروسيا في الدولة البولندية المُعاد تشكيلها، وانضم حوالي 30,000 من أحفاد الذين انضموا إلى الكنيسة الروسية الأرثوذكسية قبل أقل من قرن من الزمان، إلى الكنيسة الكاثوليكية، مع الحفاظ على طقوسهم البيزنطية. في عام 1931، أرسل الكرسي الرسولي أسقفًا لهم لخدمتهم دينياً في منصب نائب رسولي. بعد أن ضم الاتحاد السوفيتي غرب بيلاروسيا في عام 1939، تم تعيين أحد الأساقفة في الكنيسة الكاثوليكية اليونانية البلاروسية في مايو من عام 1940، ولكن بعد عامين فقط، تم اعتقاله واقتيد إلى معسكر اعتقال سوفييتي حيث توفي فيه. وشهد سبتمبر من عام 1990 تسجيل أول أبرشية يونانية كاثوليكية منذ الحرب العالمية الثانية، وفي أوائل عام 1991 بدأ الأب يان ماتوسيفيتش في الاحتفال بالطقوس الدينية في شقته في مينسك، تم تكليفه فيما بعد لرعاية جميع الرعايا اليونانية الكاثوليكية في بيلاروسيا، وتوفي في عام 1998.

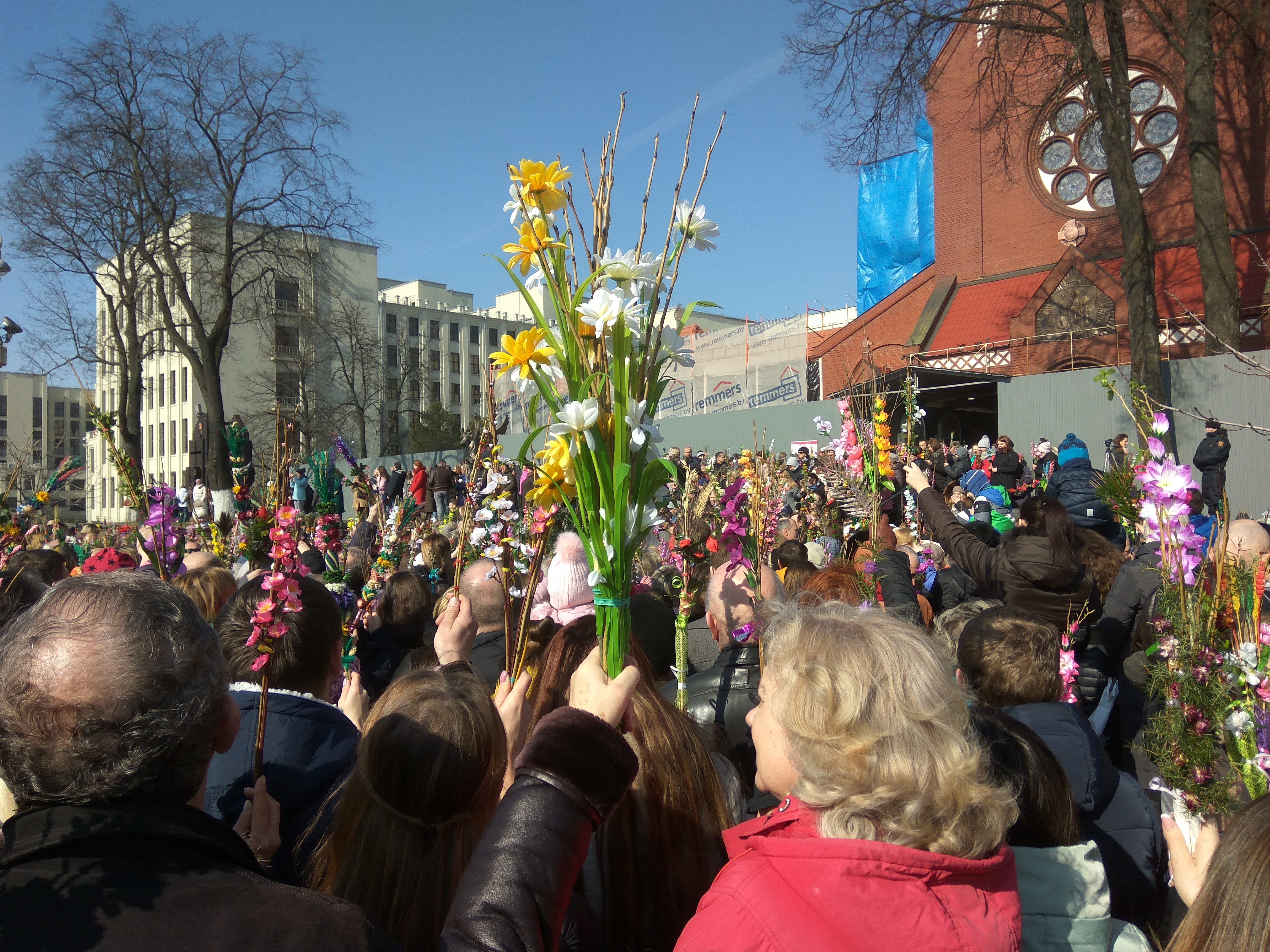
إحتفالات أحد السعف في مينسك.

إن إحياء الدين في بيلاروس في حقبة ما بعد الشيوعية أدى إلى إحياء الصراع التاريخي القديم بين الأرثوذكسية والرومانية الكاثوليكية. وضاعف هذا التعقيد الديني صلات هذه الطوائف بمؤسسات خارج الجمهورية. حيث ما تزال الكنيسة البيلاروسية الأرثوذكسية في وحدة مع الكنيسة الروسية الأرثوذكسية. في حين أن الكنيسة الرومانية الكاثوليكية لها على علاقة وثيقة بالكنيسة الكاثوليكية في بولندا. ومع ذلك، على الرغم من هذه العلاقات، حظر رئيس الأساقفة سفيونتاك، الذي كان سجينًا في المخيمات السوفياتية وقس في بينسك لسنوات عديدة، عرض الرموز الوطنية البولندية في الكنائس الكاثوليكية في بيلاروس.
تواجه الحركات الدينية البيلاروسية الحديثة صعوبات في تأكيد نفسها داخل هاتين المؤسستين الدينيتين الرئيسيتين بسبب الممارسة التاريخية للوعظ باللغة الروسية في الكنائس الأرثوذكسية والبولندية في الكنائس الرومانية الكاثوليكية. كما أن محاولات إدخال اللغة البيلاروسية في الحياة الدينية، بما في ذلك الليتورجيا، لم تحقق نجاحًا واسعًا بسبب الهيمنة الثقافية للروس والبولنديين في كنائسهم، فضلاً عن انخفاض استخدام اللغة البيلاروسية في الحياة اليومية.
أدَّى إعلان عام 1991 المتعلق بإستقلال بيلاروس وقانون عام 1990 الذي جعل اللغة البيلاروسية لغة رسمية للجمهورية، إلى حد ما، إلى ظهور موقف جديد تجاه الكنائس الأرثوذكسية والكنيسة الكاثوليكية. تحول بعض الشباب غير الملتزمين دينيَا إلى الكنيسة الكاثوليكية اليونانية البلاروسية ردًا على مقاومة الهرمية الأرثوذكسية والرومانية الكاثوليكية لقبول اللغة البيلاروسية كوسيلة للتواصل مع رعاياهم. وفقاً لمركز بيو تربى نحو 83% من سكان بيلاروس على المسيحية، بينما يعتبر 94% من السكان أنفسهم مسيحيين في عام 2017، أي بزيادة بنسبة 11% يعرفون عن أنفسهم كمسيحيين اليوم.

## الطوائف المسيحية

### الأرثوذكسية

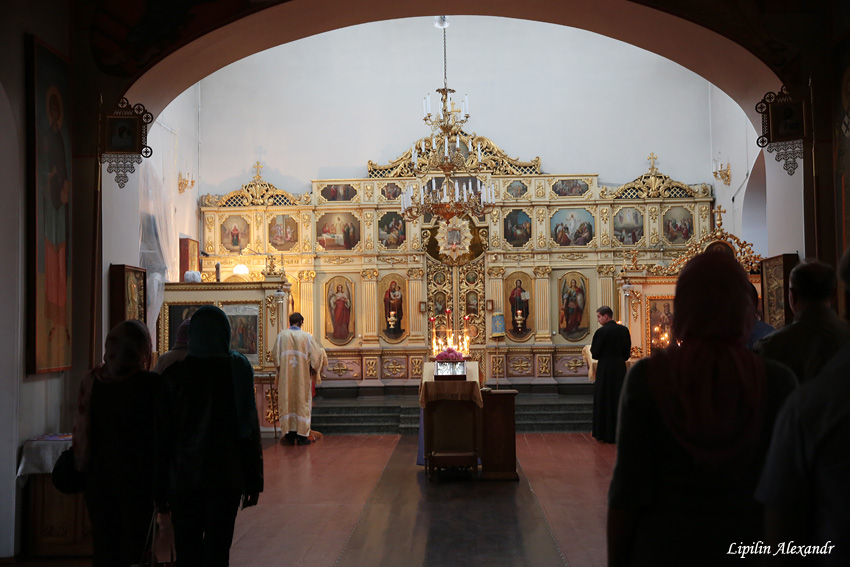
مسيحيون أرثوذكس يتعبدون في دير القديس نيقولا في غوميل.

تأتي في المقدمة الكنيسة الأرثوذكسية الشرقية والغالبية تنتمي إلى الكنيسة البيلاروسية الأرثوذكسية والتي لا تزال في وحدة مع الكنيسة الروسية الأرثوذكسية. حسب احصائية مركز الأبحاث الأميركي لعام 2010 حوالي 61.5% من السكان أي 5.9 مليون نسمة من أتباع الكنيسة الأرثوذكسية الشرقية. تحول العديد من البلاروسيين إلى الكنيسة الروسية الأرثوذكسية بعد أن ضمتها الإمبراطورية الروسية بعد تقسيم الكومنولث البولندي الليتواني. نتيجة لذلك، تملك الكنيسة الروسية الأرثوذكسية أكبر عدد من الأتباع.
لا تزال الكنيسة البيلاروسية الأرثوذكسية (بالبيلاروسيَّة: Беларуская праваслаўная царква) في وحدة مع الكنيسة الروسية الأرثوذكسية، وهي أكبر منظمة دينية في البلاد، وينضوي تحت سلطتها الغالبيَّة الغالبة من الأرثوذكس الشرقيين في البلاد. وتتمتع الكنيسة بدرجة أقل بكثير من الحكم الذاتي مقارنة مع الكنيسة الأرثوذكسية الأوكرانية التابعة لبطريركية موسكو، وهي كيان شبه مستقل يرتبط بالكنيسة الروسية الأرثوذكسية.
بعد سقوط الاتحاد السوفيتي واستقلال البلاد؛ تم إلغاء التشريع المناهض للأديان ونص الدستور على ضمان حرية الدين، والفصل بين الكنيسة والدولة، والحقوق الفردية لخصوصية العقيدة والدين؛ عرفت الكنيسة الأرثوذكسية نهضة قوية في بيلاروس حيث عادت لتشكل رباطًا للهوية الوطنية شاغلة الفراغ الذي خلّفه سقوط الإيديولوجية الشيوعية، ووفقًا لإحصائية مركز بيو للأبحاث بعد تفكك الاتحاد السوفيتي، ارتفعت نسبة الانتماء إلى الكنيسة الأرثوذكسية الشرقية بشكل كبير، وفي أوائل التسعينات عرَّف 60 في المائة من السكان أنفسهم بأنهم أرثوذكس، وفي عام 2015 أعلن حوالي 73% من سكان بيلاروس عن كونهم أرثوذكس شرقيين بزيادة بحوالي 14%.

### الكاثوليكية

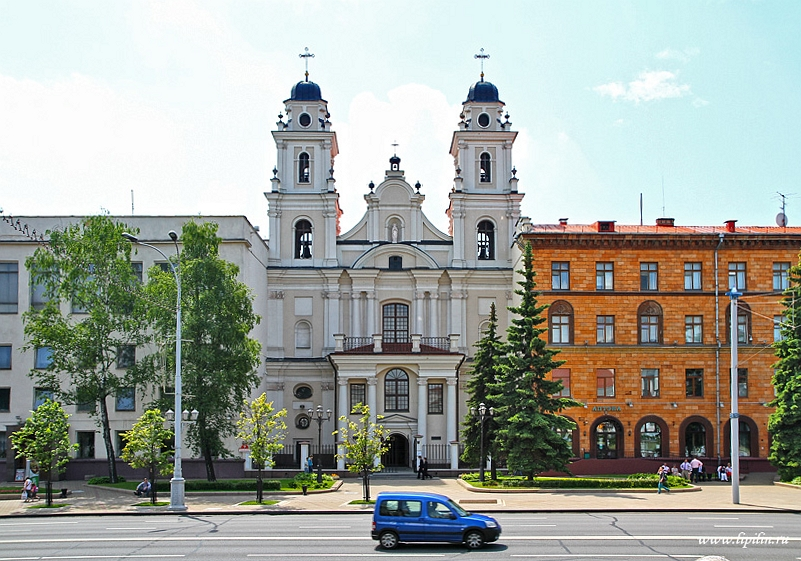
كنيسة العذارء الكاثوليكيَّة في مينسك.

الكنيسة الكاثوليكية البيلاروسية هي جزء من الكنيسة الكاثوليكية العالمية في ظل القيادة الروحية للبابا في روما ومجلس الأساقفة البيلاروسي. هناك ما يقرب من 1.7 مليون كاثوليكي أي (17% من مجموع السكان) في بيلاروس، ويتبع معظمهم تقاليد الكنيسة اللاتينية، ومركز الكنيسة الكاثوليكية هي الأبرشية الكاثوليكية في مينسك، ويقطن الكاثوليك بشكل خاص في الأجزاء الغربية من البلاد، وخصوصًا حول غرودنو، وتتكون من مزيج من البلاروسيين والأقليتين البولندية والليتوانية. ويتوزع كاثوليك البلاد على مطرانيَّة في مينسك، وثلاثة أبرشيات في غرودنو وبينسك وفيتبسك. بينما يتبع حوالي 1% من السكان الكنيسة الكاثوليكية اليونانية البلاروسية، ومعظمهم من الإثنية البلاروسية إلى جانب أقليَّة أوكرانيَّة. وتنشط الكنيسة الكاثوليكية على مستوى السياسية من خلال الحركة الديمقراطية النسائية في بيلاروس والحزب السياسي الديمقراطي وهو حزب مسيحي بيلاروسي.

### البروتستانتية
يعود التواجد البروتستانتي إلى فترة وحدة البلاد مع السويد. في الآونة الأخيرة ازداد عدد الطوائف البروتستانتية خاصًة الكنائس الانجيلية بشكل ملحوظ لتصل حاليًا إلى أكثر من 500,000 بروتستانتي في بيلاروس (5% من السكان). وقد وصلت أعداد المعمدانيين التابعين للتحالف الدولي المعمداني إلى أكثر من 11,000 وذلك في عام 1998. وفي عام 1993 كان هناك 170 تجمع خمسيني. بالإضافة إلى اللوثريون وينتمي هؤلاء إلى الكنيسة الإنجيلية اللوثرية في روسيا ودول أخرى. كان هناك عن اضراب الطعام كرد فعل على الحد من الحرية الدينية للمسيحية خاصًة البروتستانتية.
وفقًا لدراسة المؤمنون في المسيح من خلفية مسلمة: إحصاء عالمي وهي دراسة أجريت من قبل جامعة سانت ماري الأمريكيّة في تكساس سنة 2015 وجدت أن عدد المسلمين في بيلاروس المتحولين للديانة المسيحية يبلغ حوالي 1,300 شخص، معظمهم تحول للمذهب الإنجيلي.

## الإلترام الديني

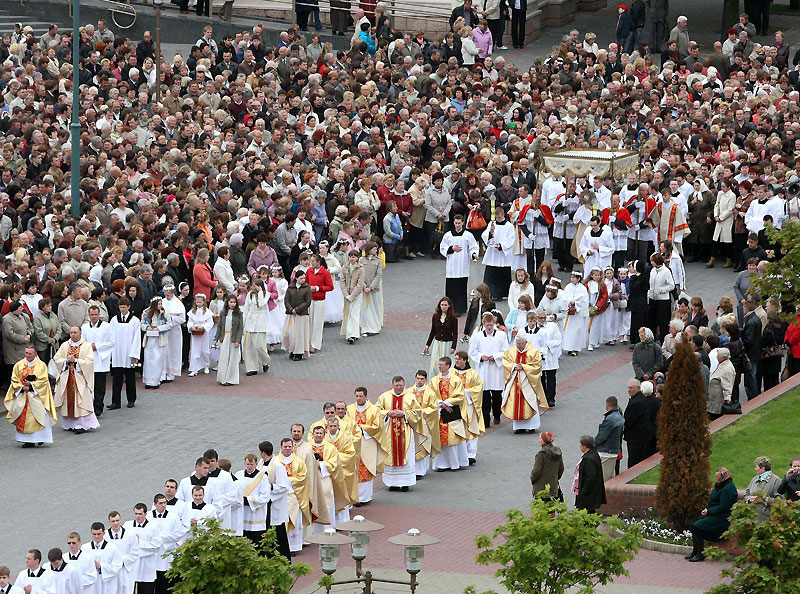
بيلاروس كاثوليك يؤدون التطواف.

وجدت دراسة قامت بها مركز بيو للأبحاث عام 2015 أنَّ حوالي 84% البيلاروس يؤمنون في الله، وحوالي 65% منهم يعتبرون للدين أهميَّة في حياتهم، وقد وجدت الدراسة التي قامت بها مركز بيو للأبحاث عام 2015 أنَّ حوالي 25% من البيلاروس الكاثوليك يُداومون على حضور القداس على الأقل مرة في الأسبوع بالمقارنة مع 12% البيلاروس الأرثوذكس، في حين أنَّ 39% من البيلاروس الكاثوليك يُداومون على الصلاة يوميًا بالمقارنة مع 22% من البيلاروس الأرثوذكس. بعد تفكك الاتحاد السوفيتي، ارتفعت نسبة الانتماء إلى الكنيسة الأرثوذكسية الشرقية بشكل كبير، ويبرز ذلك في عام 2015، حيث أعلن حوالي 73% من سكان روسيا البيضاء عن كونهم أرثوذكس شرقيين بزيادة بحوالي 14%.
وقد وجدت الدراسة أيضًا أنَّ حوالي 52% من البيلاروس الكاثوليك يُداوم على طقس المناولة بالمقارنة مع 34% من البيلاروس الأرثوذكس، وحوالي 37% من الكاثوليك يصوم خلال فترات الصوم بالمقارنة مع 27% من الأرثوذكس. ويقدم حوالي 18% من الكاثوليك الصدقة أو العُشور بالمقارنة مع 14% من الأرثوذكس، ويقرأ حوالي 38% من الكاثوليك الكتاب المقدس على الأقل مرة في الشهر بالمقارنة مع 24% من الأرثوذكس، في حين يشارك 39% من الكاثوليك معتقداتهم مع الآخرين بالمقارنة مع 23% من الأرثوذكس. وحوالي 92% من الكاثوليك يملكون أيقونات مقدسة في منازلهم بالمقارنة مع 88% من الأرثوذكس، ويضيء حوالي 62% من الكاثوليك الشموع في الكنيسة بالمقارنة مع 76% من الأرثوذكس، ويرتدي 63% من الكاثوليك الرموز المسيحيَّة بالمقارنة مع 61% من الأرثوذكس. عمومًا حوالي 96% و97% من مجمل البيلاروس الأرثوذكس والكاثوليك على التوالي حصلوا على سر المعمودية، ويقوم 60% من الأهالي البيلاروس الأرثوذكس بالتردد مع أطفالهم للكنائس، ويقوم 13% بإلحاق أولادهم في مؤسسات ومعاهد للتعليم الديني و30% بالمداومة على قراءة الكتاب المقدس والصلاة مع أولادهم.

### الهوية

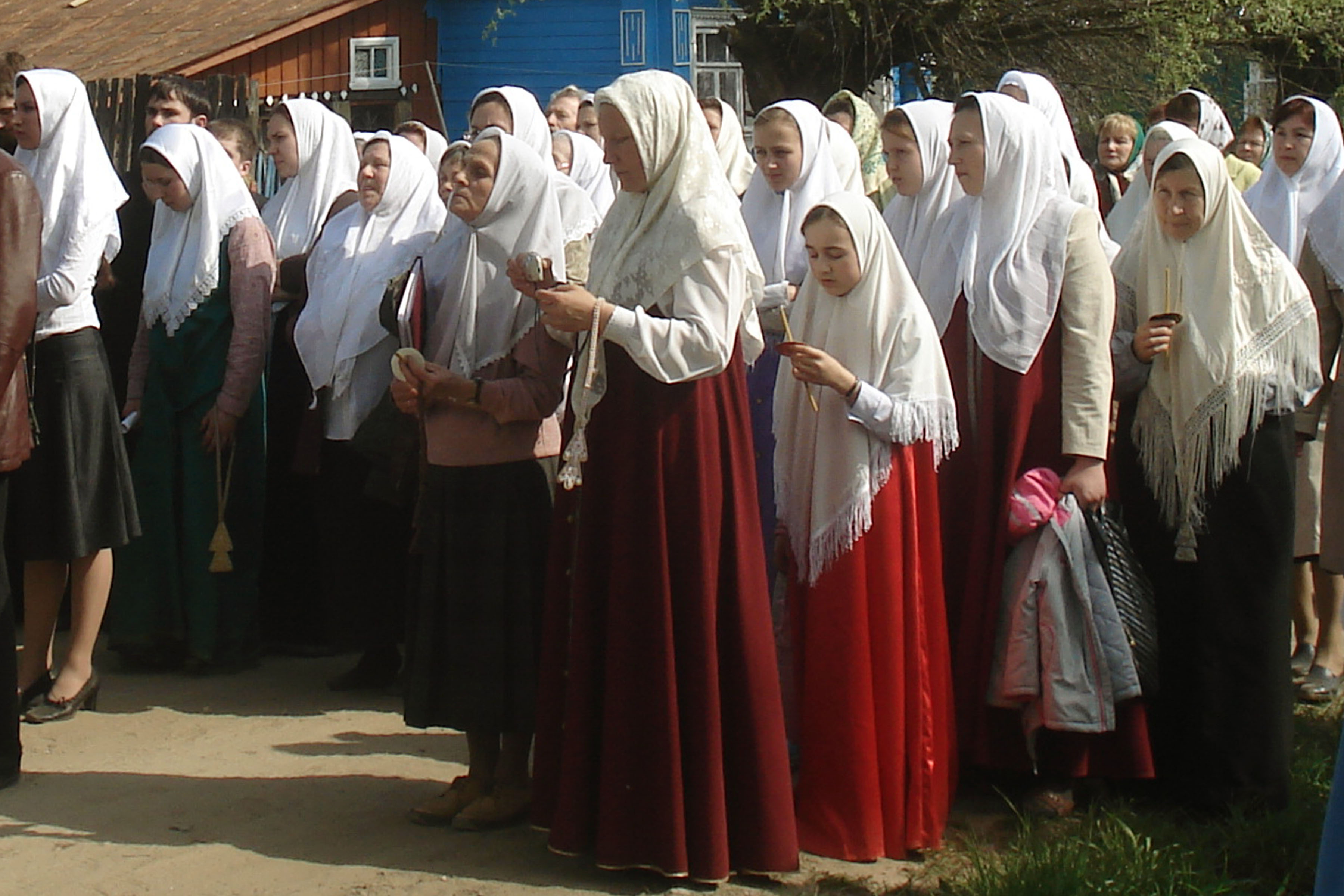
أرثوذكسيات من مذهب المؤمنين القدماء.

قال حوالي 45% من البيلاروس أن كون المرء مسيحيًا هو جزءًا «هامًا ومركزي» أو إلى «حد ما» من الهوية الوطنية. وينقسم البيلاروس الكاثوليك والأرثوذكس بين أولئك الذين يقولون أن جوهر هويتهم المسيحيَّة هي في المقام الأول مسألة دينيَّة 40% و34% على التوالي، وأولئك الذين يقولون أن هويتهم المسيحيَّة مرتبطة أساسًا بالتقاليد العائلية أو الهوية الوطنية 42% و55% على التوالي، وأولئك الذين يقولون أنَّ هويتهم المسيحيَّة هي مزيج من الدين والتقاليد العائلية أو الهوية الوطنية 18% و6% على التوالي.
بحسب الدراسة قال حوالي 83% من البيلاروس الكاثوليك والأرثوذكس بأنَّ هويتهم المسيحيَّة هي مصدر فخر واعتزاز بالمقارنة مع 71% من البيلاروس الأرثوذكس، في حين قال 64% من البيلاروس الكاثوليك أنَّ لديهم شعور قوي بالانتماء للمجتمع الكاثوليكي في العالم بالمقارنة مع 41% من البيلاروس الأرثوذكس ممن يقولون أنَّ لديهم شعور قوي بالانتماء للمجتمع الأرثوذكسي في العالم، وقال 83% من البيلاروس الأرثوذكس أنَّه سيربي أبناه على الديانة المسيحيَّة. ويرى حوالي 54% من البيلاروس الأرثوذكس أنَّ بطريركية موسكو هي أعلى سلطة دينية في العالم الأرثوذكسي، بالمقارنة مع 8% يرى أنَّ بطريركية القسطنطينية المسكونية هي أعلى سلطة دينيَّة.